# The Feminine Touch
Pour plus de détails, voir Fiche technique et Distribution.
The Feminine Touch est un film américain en noir et blanc réalisé par W. S. Van Dyke, sorti en 1941.

## Synopsis
John Hathaway est un professeur de psychologie qui souhaite faire publier à New York un ouvrage sur la jalousie. Avec sa jolie épouse Julie, John se rend à la maison d'édition d'Elliott Morgan pour discuter de la publication du livre avec son assistante Nellie Woods. Il s'avère vite que tout le monde est plus impressionné par Julie que par le livre.

## Fiche technique
- Titre : The Feminine Touch
- Réalisation : W. S. Van Dyke
- Scénario : George Oppenheimer, Edmund L. Hartmann et Ogden Nash
- Musique : Franz Waxman
- Direction artistique : Cedric Gibbons
- Décorateur de plateau : Edwin B. Willis
- Costumes : Adrian
- Photographie : Ray June
- Montage : Albert Akst
- Production : Joseph L. Mankiewicz
- Société de production et de distribution : Metro-Goldwyn-Mayer
- Pays de production :  États-Unis
- Langue d'origine : anglais américain
- Format : noir et blanc — 35 mm — 1,37:1 — son : mono (Western Electric Sound System)
- Genre : comédie loufoque
- Durée : 97 minutes
- Date de sortie :
  - États-Unis : 11 octobre 1941
  - France : 15 mai 1946

## Distribution
- Rosalind Russell : Julie Hathaway
- Don Ameche : le professeur John Hathaway
- Kay Francis : Nellie Woods
- Van Heflin : Elliott Morgan
- Donald Meek : le capitaine Makepeace Liveright
- Gordon Jones : Rubber-Legs Ryan
- Henry Daniell : Shelley Mason
- Sidney Blackmer : Freddie Bond
- Grant Mitchell : Dean Hutchinson
- David Clyde : Brighton

## Galerie d'images

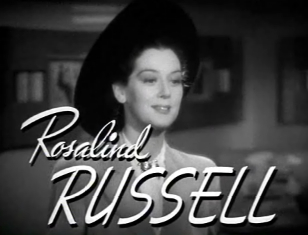
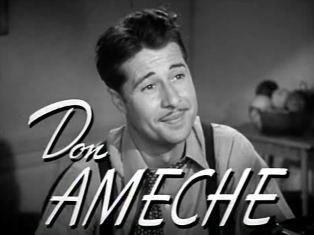
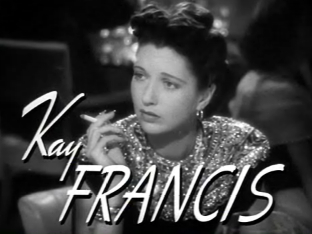
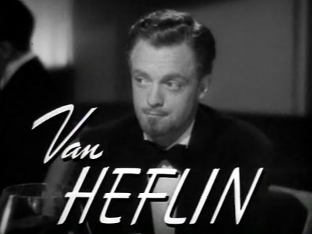